# Sappho (film, 2008)
Pour les articles homonymes, voir Sapho.
Pour plus de détails, voir Fiche technique et Distribution.
Sappho (Сафо. Кохання без меж) est un film ukrainien, réalisé en 2008 par Robert Crombie. Le film a été tourné en Crimée avec le soutien du Studio de Yalta.

## Synopsis
En 1926, au temps où tout semblait encore possible, un couple américain en voyage de noces se rend dans l'île grecque de Lesbos. La jeune mariée, Sappho y rencontre Helena, une Russe décidément bien entreprenante et désirable. Mais Helena est-elle plus intéressée par Sappho que par son mari ?

## Fiche technique
- Titre français : Sappho
- Titre international : Summer Lover / Sappho
- Titre original : Сафо. Кохання без меж
- Réalisation : Robert Crombie
- Production : Studio de Yalta
- Pays d'origine :  Ukraine
- Lieux de tournage : Crimée, Ukraine.
- Format : couleur
- Durée : 92 minutes (1 h 32)
- Vie du film : Cette fiction de 92 minutes est le plus gros succès d'un film ukrainien au box-office ukrainien.

## Distribution
- Avalon Barrie : Sappho Lovell
- Todd Soley : Phil Lovell
- Lioudmila Chiriaeva : Hélène Orlov
- Bohdan Stoupka : professeur Orlov